# كسكنترك
كسكنترك هي بلدة في مقاطعة نوبهار في ولاية نواوي في أوزبكستان.